# Felsősófalva

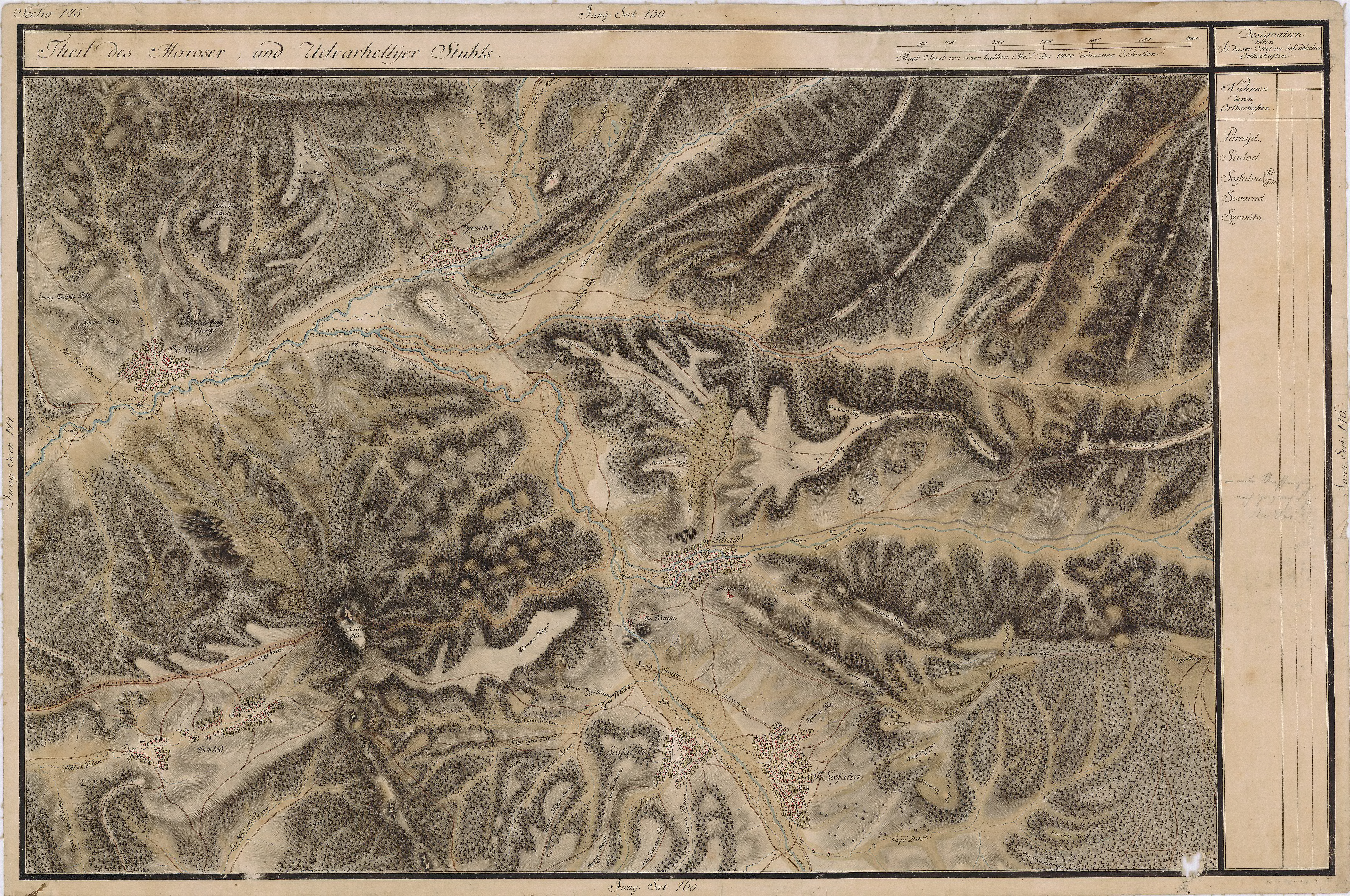
Térkép (1769–1773)

Felsősófalva (románul Ocna de Sus, németül Obersalzdorf) falu Romániában Hargita megyében.

## Fekvése
A falu Székelyudvarhelytől 32 km-re északnyugatra a Korond-patak vagy – ahogy a helyiek nevezik – a Nagyvíz jobb partján, Parajdtól délkeletre 3 km-re fekszik. A Székely-Sóvidék központi települése, az egykori Udvarhelyszék nyugati felén található. A falutól nyugatra található a már említett Parajdon kívül Szováta (15 km), Illyésmező (17 km), Sóvárad (19 km); keletre Békástanya vagy másképpen Sófalvi-hegy (Felsősófalva szórványtelepülése (3 km), Pálpataka (9 km), Fenyőkút (9 km), Korond (5 km) és a Kalonda-tető tanyavilága (10–12 km). A falutól délkeletre Atyha (5 km) és délre Alsósófalva (1 km) települések találhatók. Felsősófalvával még határos Gyergyóalfalu és Gyergyócsomafalva, mely településeket a régebben a Só-útján lehetett elérni. A Só-útja jelenleg túraösvény.
Jelentősebb hegycsúcsok a környéken: Bekecs-tető (1080 m), Mező-havas (1777 m), Bucsin-tető (1287 m), Putna-hágó (1138 m), Verőfény-sarka (1436 m), Firtos-hegy (1063 m) és a Siklódi-kő (1028 m).

## Története

### Középkor
1493-ban Soofalva néven szerepel. A település keletkezése viszont korábbi időszakra tehető, hiszen a jelenlegi református templom padlózata alatt az 1999-ben folytatott feltárás során egy 13. századi, a jelenlegi templomnál kisebb templom alapjai és színes freskó maradványai kerültek elő.
Sófalva lakói 1492-ben Zetelakával és más székely településekkel együtt panaszt tettek II. Ulászló királynál Báthory István erdélyi vajda erőszakoskodásai miatt; ennek eredményeképpen a király a hatalmaskodó Báthorit leváltotta.

### Sóbánya
A sóbányáról az első királyi oklevél 1568-ból maradt fenn, amikor János Zsigmond fejedelem (II. János magyar király) megengedte, hogy a székely lófők továbbra is szabadon használhassák a székely sót. Ennek előzménye, hogy a székelyek sorozatos lázongásai miatt, 1562-ben az addig a székely nemzet köztulajdonában lévő székely sóbányákat állami (királyi) tulajdonba vette és élére sókamara ispánt nevezett ki. A székely sóbányák első ismert kamaraispánja Literáti Székely János, Udvarhelyszék jegyzője és az egyetlen székely fejedelem - Székely Mózes - édesapja volt. Az ezt követő években jött létre a só őrzésére letelepített székelyekből (1564-ben) Parajd falu, mely 1669-ben vált ki Sófalvából.
A sófalvi sóbánya első nevén nevezett sókamaraispánja Székely Mózes volt, akit Báthory István erdélyi fejedelem nevezett ki a sókamara élére. A kibocsátott oklevelet Báthory Zsigmond írta alá, mely címet 1583 és 1591 között használta.
Az Erdélyi Fejedelemség idején a székelyföldi sóbányák legjelentősebb központja Sófalva volt. A sókamarások közül még említésre méltó Koncz Boldizsár (I. Rákóczi György fejedelem ispánja), Bencser Pál illetve Dályai Ferencz (I. Apafi Mihály fejedelem ispánjai). Az Erdélyi Fejedelemség önállóságának elvesztése után is, az 1720–1750 közötti években a székelyek sóbányájánál az oklevelekben túlnyomórészt a sófalvi sóbánya megnevezés szerepelt.
A végleges Habsburg berendezkedés után, a sófalvi sóbánya intézménye és a sókamara az 1750-es évektől Parajdra került.

## Mondák
A falutól északra emelkedő Kodáros-dombon a hagyomány szerint vár állott, melynek csekély nyomai vannak. Határában 1-3. századi római leletek kerültek elő. Kodáros-dombjának nyugati felén az 1970-es évekig látható volt egy 1,7 méter széles és 1,7 méter magas kő, melyen rovásírásos jelek voltak. Kodáros dombjának keleti oldalán a 19. század második felében egy barlangot ástak, mert azt hitték, hogy az egykori perzsa király Dárius itt rejthette el a kincseit. A helybéliek Kodáros barlangját Kodáros likjának vagy Kodáros likának nevezik. Kodáros várát Ambrus Lajos korondi költő is megverselte, Deák-Sárosi László zenét is szerzett hozzá.

## Foglalkozás
A sófalvi székelyek a sóbányászás mellett kivették a részüket az ország védelméből, a katonai összeírások tanúsága szerint lófő és gyalog katonaként évente megjelentek ezeken a lustrákon. Megjelentek Rákóczi-szabadságharcban, harcoltak az 1848–49-es forradalom és szabadságharc alatt, illetve az I. és II. világháború harcterein.
A régi katonai lustrák tanúsága szerint a sófalvi székelyeknek még egy érdekes, az erdélyi fejedelemség idején nagyon megbecsült foglalkozásuk volt: a solymászkodás. Az Erdélyi Fejedelemség idején a Székelyföldről a legtöbb sólymot Sófalván nevelték fel, de a szomszédos településeken, Korondon és Parajdon is foglalkoztak kisebb mértékben a sólymok betanításával. Meghatározott számban minden évben a fejedelmi udvarba, Gyulafehérvárra kellett szállítani a sófalvi sólymokat, ezek közül néhány a török szultáni udvarba is került. A solymárokat külön feltüntették a katonai összeírások alkalmával.
A fenti mesterségeken kívül állattenyésztéssel, földműveléssel, fakitermeléssel és a famegmunkálással is foglalkoztak. Híresek voltak a Sófalván készült szuszékok (gabona vagy ruha tárolására alkalmas ládák), melyeket messzi településekre vittek. Híres ácsok és fafaragók is nagy számban kerültek ki a faluból.

## Közigazgatás
1760-ban kezdődött meg az addig egységes Sófalva Alsó- és Felsősófalvára való szétválása. A sófalvi székelyek gyarapodásával nem csak Parajd vált ki 1669-ben, hanem néhány évtized múlva a lakosok egy része is átköltözött a Korond-patak bal oldalára, létrehozva így Alsósófalva települést. Alsósófalva (Kissófalva) 1803-tól vált ki a régi Sófalvából. Ettől az időponttól kezdik nevezni a régi Sófalvát Nagysófalvának, majd Felsősófalvának.
A sófalvi református egyházközség 1766-ban Udvarhelyszék legnagyobb lélekszámú gyülekezete, még Udvarhely városánál is nagyobb volt, de továbbra is voltak római katolikus hiten lévő székelyek is a faluban. Ebben az időben, évtizedeken keresztül az udvarhelyszéki református egyház esperesi székhelye Sófalva.
Sófalva egészen 1968-ig községközpont volt, de a Maros Magyar Autonóm Tartomány felszámolásával egyidejűleg Felsősófalvát is Parajd községbe olvasztották.

## Népessége
A falunak Orbán Balázs szerint 1868-ban 1740 lakosa, 1910-ben 2177 túlnyomórészt székely-magyar lakosa volt. A trianoni békeszerződésig Udvarhely vármegye Parajdi járásához tartozott. 1930-ban 2130 lakosából 2112 magyar, 9 cigány, 6 román, 3 zsidó volt. Önálló község volt egészen 1968-ig, amikor a községet (Alsósófalvával és Békástanyával együtt) Parajdhoz csatolták. 1992-ben 1420 lakosából 1290 magyar, 127 cigány, 3 román volt.

## Látnivalók
- Református templomát még a 13-14. századi gótikus stílusban építették. 1999-ben a templompadló javítása alkalmával felfedezték, hogy a padló alatt egy 13. századból való kisebb templom alapjai tárultak fel. A falu régész és történész végzettségű szülöttje, Sófalvi András megállapítása szerint, a régi sófalvi templom alapzatának formája szinte azonos a híres, ma is álló 13. századból származó gelencei templom formájával. A 13. században természetesen római katolikus templomnak épült, de a reformáció elterjedésével Sófalva lakói református hitre tértek, így a templom is református templom lett. A római katolikus templomból a mai napig látható a szószéktől jobbra a szentségtartó fülke. Néhány évvel ezelőtt, amikor központi fűtést szereltek a templomba, az udvaron árkot ástak a vezetéknek és ekkor került elő a földből a faragott kőből való keresztelő medence. A több száz éves keresztelő medence ma ismét a templomban van, a szószéktól balra. Az egyházi feljegyzések szerint tornyát templomhoz építették 1777-ben. Jelenlegi temploma 1802–1806-között átépült, de nyugati csúcsíves 13-14. századi kapuzatát meghagyták.[3] Ezen a régi kapulábon székely-magyar rovásírásos jelek találhatók.
- Felsősófalva rovásírásos leleteire az 1970-es években figyeltek fel, ugyanis a Kodáros-hegy délnyugati oldalán egy 170 cm magas rovásírásos kő létezett, melyet Szekeres Lajos sóbányász és amatőr régiségkutató a kő mélyen bevésett rovásjeleit lefényképezte. E követ sajnos később házépítésre felhasználták, széthasogatták és beépítették egy épülő ház alapjaiba. Felsősófalva Református Templomának nyugati ajtójának kőpillérén fedezett fel rovásírásos jegyeket a település lelkésze. A 2000-es években további, valószínűleg székely rovásírással írt köveket fedeztek fel a Kodárosi temető szélén, melynek valószínű olvasata "SÓSZER", majd Békástanyán vagy ahogyan a helyiek mondják a Sófalvi hegyen, a falu határát jelző rovásírásos követ. 2006-ban újabb rovásírásos kő leletet fedeztek fel Felsősófalva belterületétől mindössze 4–5 km távolságra a Szertő-tetőn. Felsősófalva lelkésze Szász Tibor András két budapesti történész társaságában Berta Árpád és Károly László társaságában felkereste monumentális követ és arra a következtetésre jutottak, hogy orhoni-jenyiszei írással van dolgunk. Mellár Mihály az előbbi felvetést cáfolja és megfejtése szerint a feliraton az alábbi szöveg olvasható: "Szertő só-hegy tetőn annyi szörnyülő éjt okozó átok van. Rábeszélő gyanúban. Csúcsát évente éneklik körbe, kik ide feljönnek (ős) imára, énekre, regére." Majd szerepel egy valószínűleg jóval később vésett szöveg is, melynek szövege: "Koronás Jézus-idéző lenyügöző. Kereszt-halálra bujtói, kereszt-vivői nyájából szakadtál ki TE IS!" Valószínű, hogy Mellárnak sokkal több köze van a valósághoz, mert a rovásírás egykori készítői minden valószínűség székelyek lehettek, annál is inkább, mert a Szertő tető szót a mai napig értik, tudják, használják a sófalviak. A Szertő tetőn azonban nincs só, a Sófalvi Sóhegy innen mintegy 6–7 km távolságra, nyugatra van. Ezért is érdemes tovább elemezni a felirat mondanivalóját. A Szertő tetőn nem csak egy rovásírásos kő van, hanem van még két másik kisebb kő is, sűrűn teleírva székely rovásjelekkel.
- A templomot várfalszerű kőfal veszi körül, mely fal előtt látható az első és második világháborúban meghalt katonák emlékére emelt kőből faragott emlékmű,[4] melyen egy székely férfi és egy székely nő látható, amint szomorkodnak az elesett katonákért, közöttük egy rövid felirat a kopjafán: A hazáért. Az emlékmű két oldalán sorakoznak a harcokban elesett hős katonák nevei. Az emlékmű megálmodója és elkészítője a Sófalván élő sóbányász Parajdi Sándor.
- A falu református iskoláját már 1565-ben említik.[5] A jelenlegi impozáns iskolaépületet az 1880-as években építették, melyet a 20. században ki kellett toldani 3 osztályteremmel, mert a falu általános iskolásainak száma meghaladta a négyszázat. A gyermekek létszáma azóta folyamatosan csökken. A felsősófalviak 2000-ben úgy döntöttek, hogy a falu iskoláját az egyetlen székely fejedelemről nevezik el, így azóta a régi oktatási intézmény a Felsősófalvi Székely Mózes Általános Iskola nevet viseli. Az ünnepség alkalmával felavatták az iskola falán elhelyezett márvány domborművet, mely Székely Mózes fejedelem arcképét ábrázolja. A dombormű Parajdi Sándor alkotása. Ebben az évben újították fel az iskolát Parajd Község és a Határon Túli Magyarok Hivatalának, illetve a helybéli lakosok támogatásával. 2003. július 6-án a Felsősófalvi Székely Mózes Általános Iskola kezdeményezésére meghitt emlékünnepséget tartottak Székely Mózes erdélyi fejedelem megválasztásának 400. évfordulójának tiszteletére és ugyanakkor megemlékeztek a fejedelem halálának ugyancsak 400. éves évfordulójáról.
- A régi községházát az 1940-es évek elején építették fel, s ebben székelt a két Sófalva Polgármesteri Hivatala. Ebben az épületben működött a községi mozi. Az önálló Sófalva község megszűnésével a községháza épületét a Mezőgazdasági Termelő Szövetkezet használta, majd a szocializmus összeomlásával az épületben orvosi rendelő, az emeleten pedig orvosi szolgálati lakás kapott helyet.
- A falu Művelődési Házát vagy ahogy a helyiek nevezik kultúrházát az 1950-es évek közepén építették. Ebben kapott helyet a községi könyvtár 1968-ig. Az 1990-es évekig itt kapott helyet a népszínház, hagyományos székely táncokat jártak 1990-es évek közepéig. A híres sóvidéki táncok szülőfaluja Alsó- és Felsősófalva, Korond, illetve Parajd. A Művelődési Házban 1995-től beindult a Székelyföldi Tánctábor,[6] melynek keretében minden nyár július hónapjában egy hétig sóvidéki, csíki, udvarhelyszéki, mezőségi, kalotaszegi, széki, moldvai stb. magyar táncokat tanulhatnak és táncolhatnak. A Művelődési Ház homlokzatán 2004. július 18-án leplezték le Parajdi Sándor amatőr szobrász alkotását. A dombormű a sóvidéki székely táncot és a híres Nyicu zenekart ábrázolja. Szépen és hűen mutatja be a Csillagszemű a budapesti gyerek néptánc együttes a sófalvi táncot, talán ők mutatják be oly módon ahogy táncolták régen a sófalvi táncot.[7] A budapesti Bartók Néptánc-együttes szintén tökéletesen mutatja be a sófalvi táncokat.[8] Sóvidéken kívül is sok helyen járják a sófalvi, sóvidékit táncot, mint Győrben pl.,[9] de más helyen is. A felvidéki Lévától[10] a Velence tó melletti Dinnyésig,[11] vagy éppen San Fransiscótól[12] Argentínáig. Brazíliában 2008-ban csodálhatták meg a Pántlika és a Csillagszemű együttesek jóvoltából a sóvidéki táncokat.[13] Még akkor is örvendetes látni ezeket a táncokat, ha a viseletnél olyan furcsaságot lehet látni, hogy a legények közül egyesek kieresztett inggel táncolnak, ami a székelyeknél elképzelhetetlen. Budapesten a 2010. március 27-i Táncháztalálkozó alkalmával öröm volt látni amint több száz fiatal szívvel-lélekkel táncolta a felsősófalviaknak oly kedves táncot[14] A sóvidéki sófalvi táncok mellett szintén gyönyörű Felsősófalvától mindössze 5 km távolságra lévő Korond sóvidéki tánca, mely egy kissé különbözik a sófalvitól, de szintén nagyon szép. Ezt azért is érdemes megtekinteni, mert sokan összekeverik ezt a két gyönyörű táncot.[15] Nem csak tánccsoport, hanem egy székely pár is elő tudja adni a sóvidéki táncot, a tánc tanulásnál hasznos meghallgatni az Arató együttest.[16] Ami örvendetes, hogy a Székelyföldön máshol is igyekeznek sóvidéki táncokhoz hasonló székely táncokat betanulni Kézdivásárhelyen[17] vagy a Székely Mikó Kollégiumban.[18] A jugoszláviai háborúból is elmenekült néhány magyar fiatal Erdélybe, akik megtanulták, majd szívvel-lélekkel zenélik a sóvidéki dallamokat, melyeket Felsősófalván tanultak.[19] bárcsak így tudna zenélni mindenki, mert akkor sokkal szebb lenne a sóvidéki tánc. A legvégén érdemes megtekinteni Felsősófalva táncosait, mert még ha nem is a Nyicu zenekar kíséri a táncot, de a sófalvi, sóvidéki táncot ezektől a táncosoktól (és elődeiktől) tanulták meg a gyűjtők.[20]

A sóvidéki táncok mellett a halhatatlan székely-magyar népzene közül ízelítőként érdemes meghallgatni egy nagyon régi dalt, Hercku Ágnes előadásában.
A francia Mondomix a híres Nyicu zenekar felsősófalvi székely zenéjéből mutat be részleteket, mintha biztatná a népzene kedvelőket az igazi sóvidéki zene élvezetére.
- A falu központjában a régi község házától északra az egykori kántori laknak nevezett épületben jelenleg a református egyház által szervezett és működtetett szálláshely és a gyermekek részére játszóház van.
- A kántori lak és a községháza között 2008-ban megépült a sportközpont, melyben a tornaterem mellett, több öltöző és zuhanyzó, illetve más szociális helyiségek vannak.
- A kántori laktól északra és a református templom között található a harangozói lak, melyet azért épített a falu református egyházközsége, hogy a mindenkori harangozó ott lakhasson.
- A harangozói laktól északra található a dogán néven nevezett épület, melyet melyet eredetileg mészárszéknek, húsboltnak építettek. Jelenleg tejbegyűjtésre használják az épületet. A dogán homlokzatán egy fából faragott dombormű látható, melyen azt ábrázolta Lukács József, a falu egykori ácsmestere, hogy egy mészáros ember egy baltával egy tulkot letaglóz.
- A falu központjától keletre, a Fő úton látható az 1700-as végén épült legrégebbi családi ház, melynek az az érdekessége, hogy egykor az épület hátsó oldalán is volt ajtója, hogy ha ellenség támadott, akkor ezen az ajtón tudjanak elmenekülni. A helyiek hagyománya szerint a sokszoros tatár betörések miatt építkeztek ilyen stílusban. Az épület műemléki védelem alatt áll. A Felsősófalvi Református Egyházközség azt tervezi, hogy ebben épületben Falumúzeumot fognak berendezni.

## Népszokások, hagyományok
- Húsvéti hajnalozás: Sóvidék falvaiban, de még a környékbeli falvakban is, a fiatal öntöző, hajnalozó legények, korosztályok szerint, kezdve a katonai sorozásra alkalmas legényektől zeneszóval, házról házra járva felköszöntik és meglocsolják a falu összes lányát. A locsoló legények minden lányos ház háza előtt elénekelnek egy köszöntő dalt, mely úgy kezdődik, hogy "Nyisd ki babám az ajtót.." Ezt követően bemennek az udvarra, majd a leányos család házába, ahol rigmussal köszöntik és megöntözik a háziakat, megtáncoltatják a leányokat és asszonyokat. A húsvéti köszöntő rigmusok között nagyon sok pajzán, viccelődő versike is van. Régente sajtárból locsoltak vizet, napjainkban egyénileg, kölnivel öntöznek. A háziak megkínálják a locsoló legényeket, borral, pálinkával, piros tojással, süteménnyel. Ezekből adományokból este közös mulatságot rendeznek. A fiatalabb legények és a fiuk pénzt is kapnak adományként.
- Húsvéti fenyőágazás: A fiúk, húsvét szombatján éjszaka a kapukra felerősítik, felszegezik az előre elkészített feldíszített fenyőágakat. Ezeken a fenyőfákon, színezet tojáshéjjak, színes szalagok vannak felerősítve. A kisgyermekeket, az apjuk kíséri és ő segít a fenyőfák felszegelésében. A nagyobb legények önállóan tesznek fel fenyőágat. Húsvét másodnapján kerül sor a fenyőágazók jutalmazására, amely piros tojásból és pénzből áll. Régebb a nagyon rossz viselkedésű lányokat azzal szégyenítették meg, hogy egy nagy fekete szalaggal, lyukas éjjeléi edénnyel, fazekakkal "díszített" fenyőfát szegeztek fel az ilyen leányos ház kapujára, mellyel el akarták rettenteni a többi lányt a kicsapongó viselkedéstől.

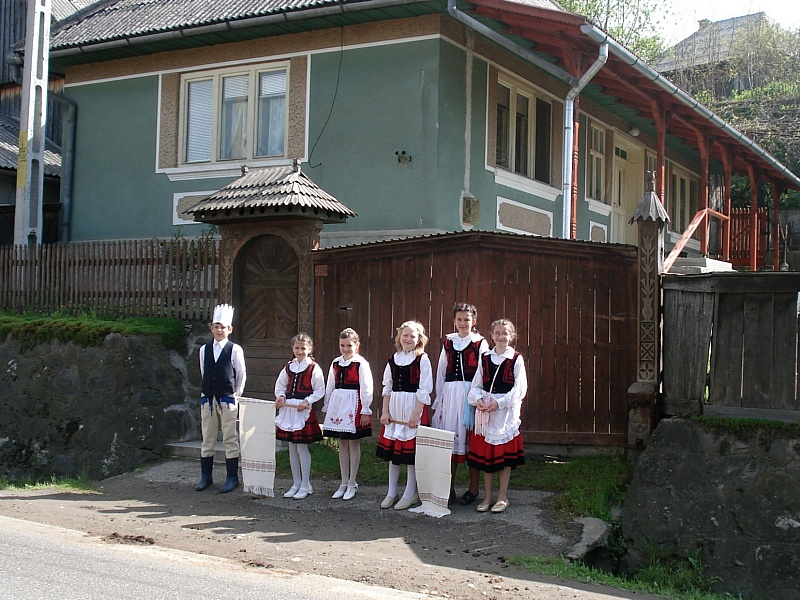
Hesspávázók Felsősófalván; Székelyföld

- Pünkösdi hesspávázás : A pünkösdi hesspávázás a sóvidéki falvak egyik különlegessége és idegenforgalmi vonzereje, amit ebben a formában csak ebben a faluban gyakorolnak. Sóvidéken a pünkösdi király és királynőválasztás szokáskörébe tartozó népszokásokat két csoportba sorolhatjuk tartalma és formája szerint: a sófalvi hesspávázás és a parajdi hesspávázás. A pünkösdi királyt és királynét egy évre választották régebb. Felsősófakva mellett Alsósófalván és Parajdon, valamint a sóvidék közvetlen közelében található Siklódon is élő hagyomány a pünkösdi királynézás. Míg Siklódon pünkösdi királynézásnak nevezik a gyerekek a játékos eseményt, addig a másik három településen pünkösdi királyfit választanak. Általában a kis gyerekek játsszák, gyakorolják Felsősófalván pünkösdkor ezt a szokást, amikor székely népviseletbe öltözve, egy koronás fiú kislányok kíséretében -akiknél egy kis zászló is van - járnak házról házra, énekelve a Hess páva kezdetű dalt.
- Minden év nyarán megrendezésre kerül az un. "egyidősök" találkozója, amikor az egy adott évben születettek, betöltve a 30., illetve az 50. életévüket igyekeznek találkozni, bármennyire is messzire költöztek el a falutól. Ilyen találkozókor, felkeresi az egykori óvodát, iskolát, bemennek abba az osztályterembe, ahol a VIII. osztályt elvégezték és ha él egykori osztályfőnökük, igazgatójuk vagy más egykori pedagógusuk, erre meghívják egy beszélgetésre. Ilyenkor mindenki elmeséli, hogy az elválástól kezdve milyen fontosabb dolog történt életében. Az osztályfőnöki óra után, a már elhunyt, egykori egyidős sírjára virágot visznek. Istentiszteleten vesznek részt, este pedig régi hagyományos sófalvi bált tartanak, ahol esznek, isznak, táncolnak.
- Sófalvi szüreti bál: A faluban minden évben megrendezik a hagyományos szüretibál, ahol a székelyruhába öltözött fiatalok - fiúk lóháton, a leányok szekérrel - elindulnak meghívni a környező falvakból az öregeket, ifjakat. Minden faluban egyet táncolnak és múlatnak, a csőszkirály pedig egy énekkel hívja meg a falu lakóit: „Megérett a fehér szőlő, seh haj le lehet már szedni,". Ceausescu idejében a székely legények nem ülhettek fel népviseletben a lóra, mert a diktátor rettegett a sok lovas székelytől, ugyanis amikor legelőször, 1965-ben végigment a Székelyföldön, a székely férfiak népviseletbe öltözve, régi ősi hagyományaiknak megfelelően, egyik településtől a másikig lóháton ülve tisztelték meg vendégüket. A diktátor, azonban nem ismerte a székelyek hagyományait és Kőköstől, Marosvásárhelyig tartó több, mint 200 km-es úton a sok lovas székely látványától elborzadt és megijedt, ezért egészen a diktátor bukásáig a székelyek népviseletben, nagy számban nem ülhettek fel a lóra.
- Sóvidéki farsangtemetés hagyományát manapság csak az alsósófalviak őrizték meg, régebb azonban úgy Felsősófalván, mint Sóvidék többi településén ismerték a farsangtemetés hagyományát. Barabás László néprajzkutató részletesen ismerteti a Sóvidék farsanggal kapcsolatos hagyományait írásaiban.

## Népzene
- Az 1980-as években még működött a hagyományos felsősófalvi cigányzenekar, amelynek eredeti összetétele: hegedű, cimbalom, bőgő. Leghíresebb prímás volt Felsősófalván Paradica János "Nyicu" (szül. 1925), és legjobb cimbalmos testvére, Paradica János (szül. 1928). A Nyicu-banda hangfelvételeikből Pávai István adott közre bakelit hanglemezt 1987-ben, Sóvidéki népzene Archiválva 2015. szeptember 27-i dátummal a Wayback Machine-ben címmel, amelyen Szitás Albert is énekel egy régi virágéneket.

## Testvértelepülései
- Szegvár, Magyarország (2010)